# Agía Triáda (Thessalonique)
Agía Triáda (grec moderne : Αγία Τριάδα) est une localité située dans le dème de Thermaïkós, dans le district régional de Thessalonique, dans la periphérie de Macédoine-Centrale, en Grèce.
Selon le recensement de 2011, elle compte 3 023 habitants.